# 新港 (南極洲)

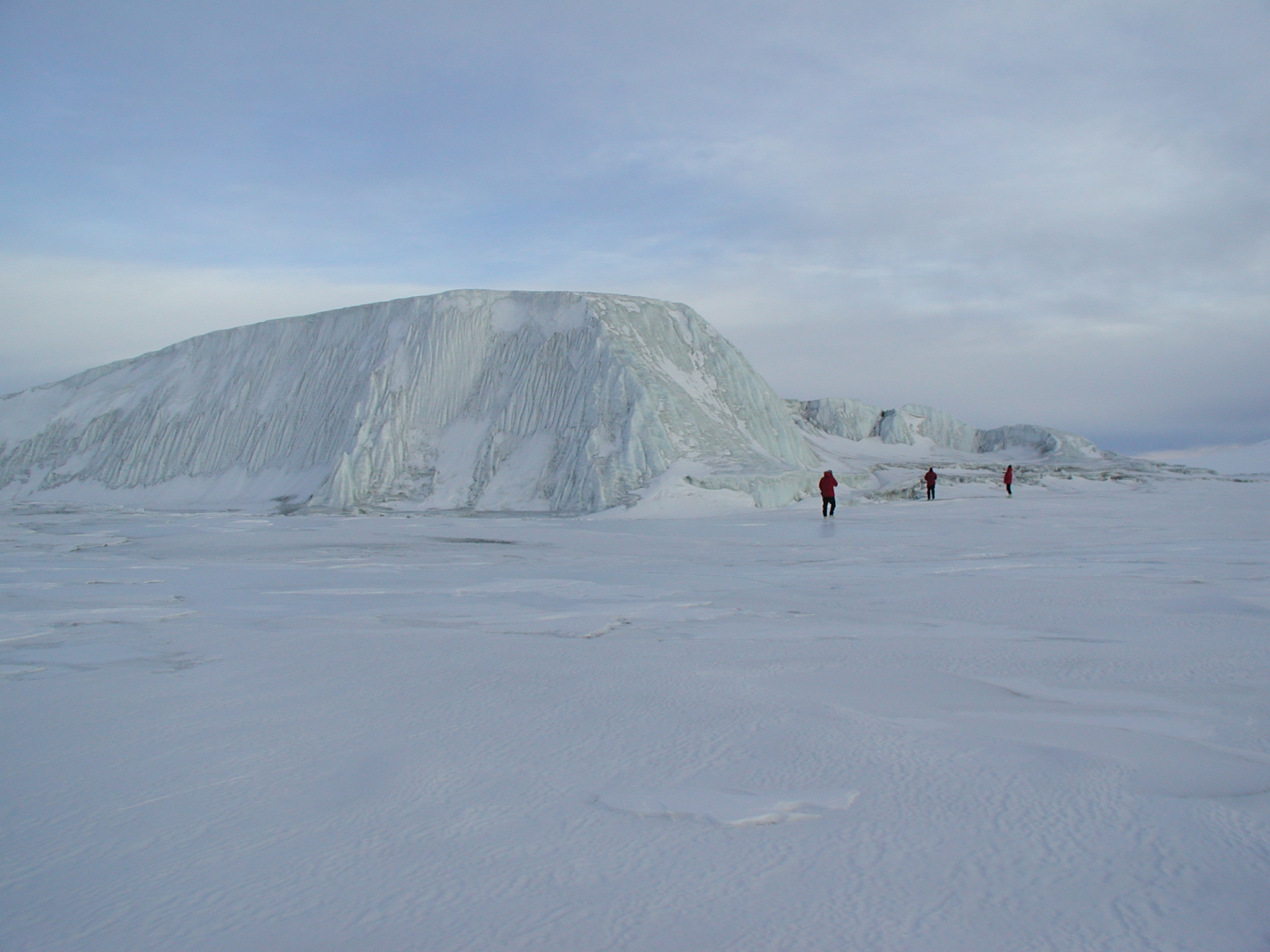

新港（英語：New Harbour）是南極洲的海灣，位於維多利亞地沿岸，處於羅斯島以西，寬約16公里，費拉爾冰川注入該海灣，由英國的極地探險隊發現。
77°36′S 163°51′E / 77.600°S 163.850°E